# Бойл, Чарльз, 3-й виконт Дангарван
Чарльз Бойл, 3-й виконт Дангарван, 3-й барон Клиффорд (англ. Charles Boyle, 3rd Viscount Dungarvan; крещён 12 декабря 1639 — 12 октября 1694) — английский пэр, аристократ и политик. Член известной англо-ирландской аристократической семьи.

## Ранняя жизнь
Старший сын Ричарда Бойла, 1-го графа Берлингтона (1612—1698), и его жены леди Элизабет Клиффорд, 2-й баронессы Клиффорд (1613—1690/1691). С рождения носил титул виконта Дангарвана.

## Карьера
В 1663 году Чарльз Бойл был призван в Ирландскую палату лордов в качестве виконта Дангарвана и стал членом Королевского общества в следующем 1664 году.
С 1670 по 1679 год Чарльз Бойл был членом парламента от Тамворта в Британской палате общин, а затем от Йоркшира с 1679 года. В 1682 году он купил оригинальный Чизвик-хаус, который был якобинским домом, принадлежащим сэру Эдварду Уордору. Дом был использован в качестве летнего отдыха семьей Бойл из их центральной лондонской резиденции, Берлингтон-хаус. В 1689 году он был вызван в Британскую палату лордов для получения баронства Клиффорд из Лейнсборо, которое было создано для его отца в 1644 году.
После смерти своей матери в 1691 году Чарльз Бойл унаследовал баронство Клиффорд. Поскольку он умер раньше своего отца в 1694 году, его титулы перешли к его старшему сыну, Чарльзу Бойлу, который сменил своего деда на посту 2-го графа Берлингтона.

## Личная жизнь и смерть
7 мая 1661 года Чарльз Бойл женился на Леди Джейн Сеймур (6 июля 1637 — 23 ноября 1679), четвертой дочери Уильяма Сеймура, второго герцога Сомерсетского (1588—1660), и его жены леди Фрэнсис Деверё (1599—1679). У них было пятеро детей:
- Достопочтенная  Элизабет Бойл (1662—1703) вышла замуж за своего троюродного брата Джеймса Барри, 4-го графа Бэрримора[англ.] (1667—1748).
- Достопочтенная  Мэри Бойл  (ок. 1664 — 2 октября 1709), замужем за Джеймсом Дугласом, 2-м герцогом Квинсберри (1662—1711)
- Достопочтенный  Чарльз Бойл (ок. 1669 — 9 февраля 1704), позже 4-й виконт Дангарван, а позже еще 3-й граф Корк и 2-й граф Берлингтон.
- Достопочтенный  Генри Бойл (1669 — 14 марта 1725), впоследствии 1-й барон Карлтон.
- Достопочтенная  Арабелла Бойл (ок. 1671 — октябрь 1750), с 1699 года замужем за Генри Петти, 1-м графом Шелбурном[англ.] (1674—1721).

После смерти своей жены Джейн в 1679 году Чарльз Бойл женился на Леди Аретузе Беркли (1664 — 11 февраля 1743), дочери Джорджа Беркли, 1-го графа Беркли (ок. 1627—1698), и Элизабет Массингберд (? — 1708), в 1688 году, и у них родился один ребенок:
- Достопочтенная  Аретуза Бойл (1688-?), вышла замуж за Джеймса Вернона (1646—1727).